# مارغوت أرنولد
مارغوت أرنولد (بالإنجليزية: Margot Arnold)‏ (16 مايو 1925، بليموث في المملكة المتحدة)؛ روائية أمريكية.